# NGC 2367
NGC 2367 is een open sterrenhoop in het sterrenbeeld Grote Hond. Het hemelobject werd op 20 november 1784 ontdekt door de Duits-Britse astronoom William Herschel.

## Synoniemen
- OCL 621
- ESO 559-SC5